# Totentanz (Distler)
Die Motette „Totentanz“ op. 12, 2 des deutschen Komponisten Hugo Distler (1908–1942) entstand 1934 für den Ewigkeitssonntag (Totensonntag). Die für 4-stimmigen Chor a cappella gesetzte Komposition umfasst 14 gesungene Verse, zwischen denen 12 gesprochene Verse von Johannes Klöcking stehen. 

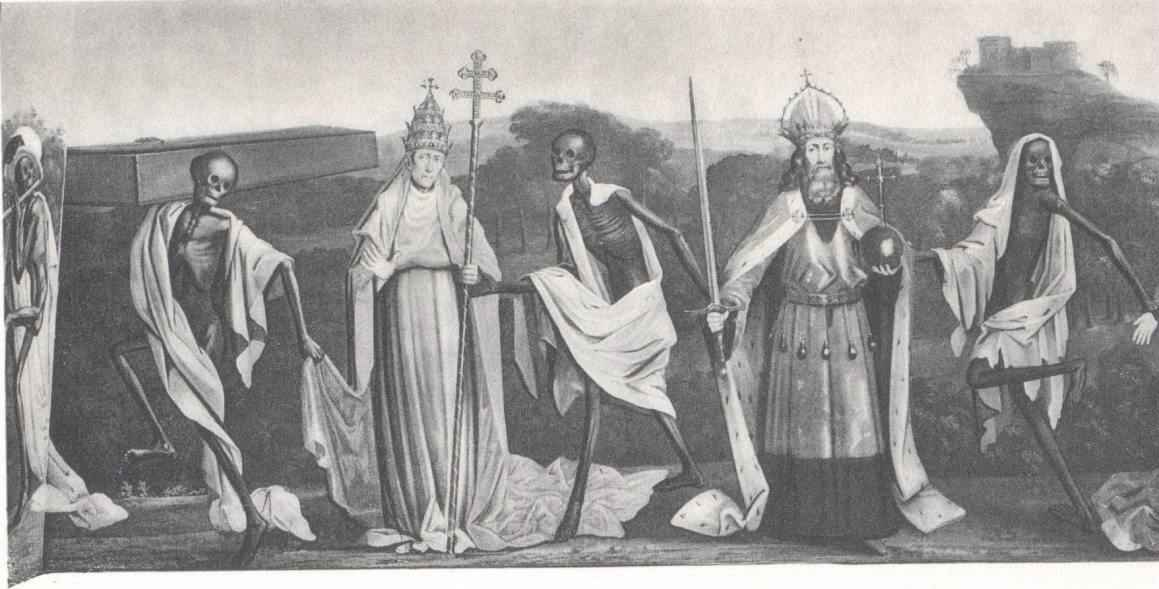
Ausschnitt des Lübecker Totentanzes

## Entstehung
Hugo Distler beschäftigte sich bereits seit Sommer 1932 mit dem Thema eines Totentanzspiels. Letzten Anstoß zur Komposition im Jahr 1934 bildete vermutlich eine ihn stark beeindruckende Aufführung von Leonhard Lechners Sprüche vom Leben und Tod sowie der Motette Selig sind die Toten von Heinrich Schütz in der Lübecker Jakobikirche. Weitere Inspirationsquelle war der Lübecker Totentanz in der Lübecker Marienkirche, der 1701 als Kopie eines im 15. Jahrhundert entstandenen Bilderzyklus entstand. Die Zerstörung des Lübecker Totentanzes 1942 im Zweiten Weltkrieg sollte Distler, kurz vor seinem Suizid im gleichen Jahr, noch erleben.

## Text und Musik
Als Textvorlage für den 14 Chorverse umfassenden Totentanz für 4-stimmigen Chor a cappella, der die Nr. 2 innerhalb der Geistlichen Chormusik op. 12 erhielt, wählte der 26-jährige Distler Verse aus dem Cherubinischen Wandersmann des barocken Lyrikers Angelus Silesius. Die verbindend zu sprechenden 12 Verse steuerte der mit Distler bekannte Dichter Johannes Klöcking bei. Sie stellen ihrerseits eine Nachdichtung der nur noch teilweise erhaltenen Verse des mittelniederdeutschen Lübecker Totentanzes aus dem 15. Jahrhundert dar und sind dialogisch angelegt: Erst der mit dem Tod hadernde Mensch, dann der Tod selbst.
Im Gegensatz zu den unerbittlich-lapidaren Sprechtexten, in denen der Tod Menschen verschiedenen Standes und Alters zum Tanz auffordert, stehen die vielfach zart-schwebend wirkenden, kurzen Chorsätze Distlers (demgegenüber sind die umrahmenden Chorsprüche 1 und 14 etwas länger angelegt). In manchen kompositorischen Mitteln, etwa synkopisch gestalteten Vorhaltsbindungen oder Picardischer Terz, weist Distler auf Verfahren der Renaissancezeit Lechners zurück. Anders als dessen Chorsätze sind diejenigen Distlers jedoch polymetrisch angelegt und die Partitur enthält keine Taktstriche, sondern lediglich Mensurstriche. Die Aufführungsdauer beträgt etwa gut 30 Minuten.
Im Vorwort der Erstausgabe von 1934 schrieb Distler: 

„Als künstlerisches Gestaltprinzip ergab sich, ganz aus dem Wesen der gedrungenen Spruchdichtung heraus, größtmögliche Mannigfaltigkeit in der Erfindung unter bewusstem Verzicht auf ausgesprochene Durchführungsarbeit, daher die scharfen Kontraste, die präzise Formung des augenblicklichen Stimmungsgehaltes, die gedrängte, aphoristische Kürze. Nur wenige der kleinen Sätze begnügen sich mit der Durchführung nur eines beherrschenden Satzmotivs; besonders typisch für diese Art Gestaltung etwa ein Satz wie der fünfte Spruch, den ich ‚Frau Welte‘ zu überschreiben geneigt wäre nach der bekannten Statue an der St. Sebalduskirche zu Nürnberg - eine nackte Frauengestalt von blühender Schönheit: so scheint Frau Welt dem Beschauer entgegenzutreten; ihr Rücken aber ist von Schlangen und Würmern zerfressen, ein Bild der Vergänglichkeit. Wie anders wäre sonst darstellbar jener gespenstische Reigen, jene ‚Passacaglia‘ im wahrsten Sinne des Wortes, zu deren phantastisch bunten, unabsehbaren ‚Veränderungen‘ immer der gleiche ‚Ostinato‘ den Takt schlägt: ‚Heint frisch, wohlmechtig, gsund, schön und prächtig; morgen verdorben, tot und gestorben?‘“

Die Uraufführung des Totentanzes fand am 24. September 1934 in der Lübecker Katharinenkirche unter der Leitung von Bruno Grusnick statt. Für die zweite Aufführung des Totentanzes (Kassel, November 1934) komponierte Distler zusätzlich kurze Variationen des Liedes Es ist ein Schnitter, heißt der Tod für Flöte solo, die seitdem teilweise mitaufgeführt werden, eingeschoben jeweils zwischen gesprochenem und gesungenem Vers.